# Chukuchad
Chukuchad är ett berg i Mikronesiens federerade stater. Det ligger i kommunen Fefen och delstaten Chuuk, i den västra delen av landet, 700 km väster om huvudstaden Palikir. Toppen på Chukuchad är 274 meter över havet.